# Wolf 1069
Wolf 1069 – gwiazda w gwiazdozbiorze Łabędzia, położona w odległości 31,2 lat świetlnych od Słońca. Okrąża ją jedna znana planeta pozasłoneczna.

## Charakterystyka
Wolf 1069 to czerwony karzeł, należy do typu widmowego M5. Jego obserwowana wielkość gwiazdowa to 12m, jest niewidoczny gołym okiem. Gwiazda ma temperaturę około 3160 K, masę ok. 17% masy Słońca i promień równy około 18% promienia Słońca.

## Układ planetarny
Gwiazdę okrąża planeta odkryta w 2022 roku. Jest to planeta ziemiopodobna, obiekt o masie podobnej do masy Ziemi. Krąży wewnątrz ekosfery układu, rozciągającej się od 0,056 do 0,111 au od gwiazdy.
| Towarzysz | Masa minimalna [ M🜨 ] | Okres orbitalny [ d ] | Półoś wielka [ au ] | Temperatura równowagowa [ K ] |
| --------- | --------------------- | --------------------- | ------------------- | ----------------------------- |
| b         | 1,26 ± 0,21           | 15,564 ± 0,015        | 0,0672 ± 0,0014     | 250,0 ± 6,6                   |